# Дунху
Дунху (на китайски: 東胡; на пинин: Dōnghú) са група протомонголски народи, обитавали западна Манджурия и източна Вътрешна Монголия между VII и II век пр.н.е.
Споменават се за пръв път в китайски източници от времето на империята Джоу, като най-ранните сведения за тях се отнасят към началото на VII век пр.н.е. През 208 година пр.н.е. духну претърпяват тежко поражение от владетеля на хунну Маодун. През следващите десетилетия те вече не се споменават като самостоятелна общност, а на тяхно място се обособяват групите ухуан и сиенбей.